# Nymosen (idrætsanlæg)
Nymosen (også kendt som GVI Nymosen) er et idrætsanlæg i Nymosen i Vangede som er hjemsted for byens fodboldklub, 2. Divisionsklubben GVI.